# Bocasse
Bocasse é uma comuna francesa na região administrativa da Normandia, no departamento de Sena Marítimo. Estende-se por uma área de 8,57 km². Em 2010 a comuna tinha 672 habitantes (densidade: 78,4 hab./km²).